# 馬來亞鱯
馬來亞鱯，為輻鰭魚綱鯰形目鱨科的其中一種，為熱帶淡水魚類，分布於亞洲馬來半島淡水流域，體長可達15.6公分，棲息在底層水域，生活習性不明。

## 扩展阅读
維基物種上的相關：馬來亞鱯